# Саутленд
Саутленд (англ. Southland) — один из регионов Новой Зеландии. В переводе с английского «Саутленд» означает «Южная Территория», что полностью отражает положение этого региона на карте Новой Зеландии. Административным центром Саутленда является город Инверкаргилл. Регион состоит из 3 округов: город Инверкаргилл, округ Гор и округ Саутленд.

## География
Саутленд расположен на крайнем юге Новой Зеландии, с севера и востока к нему примыкает регион Отаго, с северо-запада — регион Вест Кост. Площадь — 28 681 км², что составляет чуть больше 20 % общей площади Южного острова Новой Зеландии. С западной стороны регион омывается водами Тасманового моря, с восточной — Тихим океаном, с южной — Южным океаном. В состав региона также входит остров Стьюарт, третий по величине в Новой Зеландии, отделенный от Южного острова проливом Фово.

## Демография
Население региона по переписи 2013 года составило 93 339 человека, что делает Саутленд одним из самых малонаселённых регионов Новой Зеландии. Крупнейшим и единственным городом региона является Инверкаргилл, с населением 48 200 жителей (2005).